# Gordon Fearnley
Gordon Fearnley (Bradford, 25 gennaio 1950 – 2015) è stato un allenatore di calcio e calciatore inglese, di ruolo centrocampista.

## Carriera
Dal 1968 al 1970 fa parte della rosa dello Sheffield Weds, club della prima divisione inglese, con cui non scende però mai in campo in incontri di campionato; successivamente viene ceduto ai Bristol Rovers, con cui dal 1970 al 1973 gioca nella terza divisione inglese e dal 1973 al 1976 nella seconda divisione inglese, per un totale complessivo di 121 presenze e 21 reti tra entrambe le categorie (si tratta peraltro delle sue uniche presenze in carriera nei campionati della Football League). Nel 1976 gioca invece in prestito prima ai canadesi del Toronto Metros-Croatia(con cui segna un gol nell'unica partita disputata) e poi agli statunitensi dei Miami Toros, con i quali realizza 3 reti in 20 presenze nella NASL. Si trasferisce quindi ai Ft. Lauderdale Strikers, con i quali tra il 1977 ed il 1978 segna 2 gol in ulteriori 22 partite giocate in questo stesso campionato. Si tratta peraltro delle sue ultime partite in carriera, anche se poi continua a giocare (e per un breve periodo anche ad allenare) nella Major Indoor Soccer League fino al 1981.